# Alison Owen-Spencer
Alison Owen-Spencer (* 5. Januar 1953 in Indian, Alaska) ist eine ehemalige US-amerikanische Skilangläuferin.
Owen-Spencer nahm an zwei Olympischen Winterspielen teil. 1972 erreichte sie im japanischen Sapporo über 5 und 10 Kilometer die Plätze 36 und 35. In der Staffel erreichte sie zusammen mit Barbara Britch und Martha Rockwell den elften Rang. Bei den Olympischen Winterspielen 1980 in Lake Placid, New York belegte sie auf den Einzelstrecken über 5 und 10 Kilometer jeweils denn 22. Rang. In der Staffel mit Beth Paxson, Leslie Bancroft-Krichko und Lynn von der Heide-Spencer-Galanes belegte sie Platz 7. Bei den Nordischen Skiweltmeisterschaften 1978 in Lahti lief sie auf den 24. Platz über 10 km, auf den 23. Rang über 5 km und auf den achten Platz mit der Staffel. Im Dezember 1978 konnte Owen-Spencer ein Weltcup-Rennen über 5 Kilometer gewinnen. Am Ende dieser Saison erreichte sie den siebenten Rang im Gesamtweltcup. Ein Jahr später wurde die US-Meister über 5 und 10 Kilometer.
Owen-Spencer hat an der Alaska Methodist University studiert. 1978 bekam sie den Finlandia Award für besondere Leistungen als US-amerikanische Skilangläuferin.